# Johann Nepomuk Hauser
Johann Nepomuk Hauser (24. března 1866 Kopfing im Innkreis – 8. února 1927 Linec) byl rakouský římskokatolický kněz a křesťansko sociální politik, na počátku 20. století poslanec Říšské rady, v poválečném období poslanec rakouské Národní rady; dlouholetý zemský hejtman Horních Rakous.

## Biografie
Byl synem hostinského. Vychodil národní školu, gymnázium a vystudoval teologii. V roce 1889 byl vysvěcen na kněze. Působil jako kooperátor na farnostech Gaflenz a na předměstí Welsu. Byl prelátem a konzistorním radou. V 90. letech 19. století byl tajemníkem hornorakouské lidové záložny a působil v redakci listu Linzer Volksblatt. Angažoval se v Křesťansko sociální straně Rakouska. V letech 1899–1927 byl poslancem Hornorakouského zemského sněmu a v období let 1908–1927 působil coby nástupce Alfreda Ebenhocha jako zemský hejtman Horních Rakous. Zasedal v zemské školní radě.
Na počátku 20. století se zapojil i do celostátní politiky. V doplňovacích volbách 28. května 1909 získal mandát v Říšské radě (celostátní zákonodárný sbor) za obvod Horní Rakousy 14, místo poslance Franze Blöchla. Usedl do poslanecké frakce Křesťansko-sociální sjednocení. Mandát obhájil za týž obvod i ve volbách do Říšské rady roku 1911 a byl členem klubu Křesťansko-sociální klub německých poslanců. Ve vídeňském parlamentu setrval až do zániku monarchie.Profesně byl k roku 1911 uváděn jako zemský hejtman. V parlmentu prosazoval výstavbu silnic, vodních cest a podporoval zemědělské družstevnictví. Za války byl aktivní v organizování pomoci obětem války a byl předsedou poslaneckého klubu křesťanských sociálů. V letech 1918–1920 byl předsedou strany.
Po válce zasedal v letech 1918–1919 jako poslanec Provizorního národního shromáždění Německého Rakouska (Provisorische Nationalversammlung). Od 4. března 1919 do 9. listopadu 1920 byl poslancem Ústavodárného národního shromáždění Rakouska a pak od 10. listopadu 1920 až do své smrti poslancem rakouské Národní rady. Kromě toho od 30. října 1918 do 16. února 1919 byl jedním ze tří předsedů Provizorního národního shromáždění Německého Rakouska a od 5. března 1919 do 9. listopadu 1920 místopředsedou Ústavodárného národního shromáždění Rakouska.
Roku 1918 byl stoupencem anšlusu Německého Rakouska k Německu.
V Horních Rakousích mu 150 obcí udělilo čestné občanství. Byl nazýván nekorunovaným králem této spolkové země. Navzdory těžké nemoci zůstal až do své smrti politicky aktivním.